# Ichthyaria profunda
Ichthyaria profunda är en mossdjursart som beskrevs av Jean-Loup d'Hondt 1981. Ichthyaria profunda ingår i släktet Ichthyaria och familjen Calwelliidae. Inga underarter finns listade i Catalogue of Life.